# くまもと森都総合病院
医療法人創起会 くまもと森都総合病院（いりょうほうじんそうきかい くまもとしんとそうごうびょういん）は熊本県熊本市中央区にある医療機関。医療法人創起会が運営する病院である。

## 概要

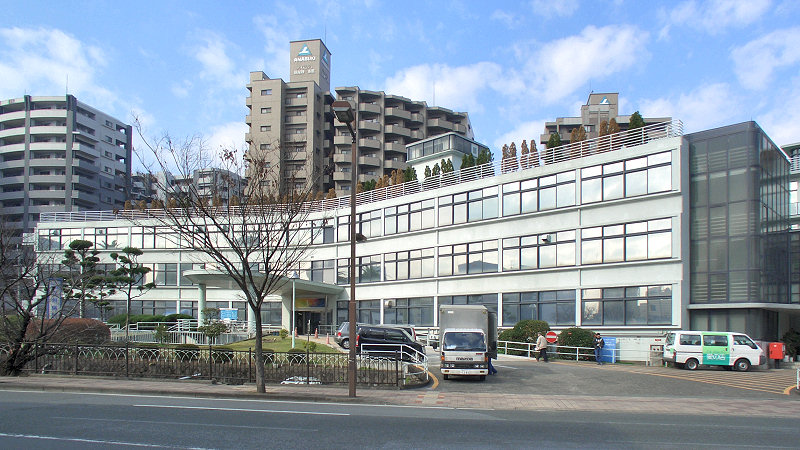
2017年4月移転前の病院

元々は旧逓信省管轄の病院であり、逓信省が2分省化された際に電気通信省管轄の病院となり、その後電電公社の附属病院という位置づけを経て、電電公社民営化と共にNTT→NTT西日本に移管。病院名も、設置時には熊本逓信診療所として始まり、のちに病院へ昇格。以後、長きにわたり熊本逓信病院として政府直轄施設→公社附属施設とした「職域病院」であったが、民営化に伴い、NTTグループが運営する「企業立病院」となり、NTT九州病院→NTT西日本九州病院と改称された。2011年7月1日より医療法人に運営が移管され、2012年7月1日に現名称となりNTTグループとの関連はなくなった。
政府直轄から公社附属施設時代は電気通信省→電電公社の職員専属医療機関であったが、旧逓信省が設立したいきさつもあり、郵政省職員（主に九州郵政局ならびに熊本県内各郵便局の職員）の利用も可能であった。また、かつて敷地内には郵便貯金（現：ゆうちょ銀行）のATMも設置されていた。
2017年4月移転前の病棟の設計は逓信省営繕課に所属していた建築家の山田守。
建物の老朽化などに伴い、熊本市中央区大江の日本たばこ産業熊本工場跡地の一角に新病院を2015年9月から建設着工し、2017年4月3日に移転した。旧病院の建物は移転後に解体され、跡地にはそれまで同市同区九品寺にあった熊本整形外科病院が新築移転して来ている。

## 沿革
- 1922年6月20日 - 熊本逓信診療所開設（熊本市昇町）
- 1942年2月10日 - 熊本逓信病院（昇格）
- 1947年4月10日 - 熊本市大江394-1[3]に移転
- 1973年3月31日 - 増改築で病床が203床となる
- 1981年10月1日 - 保険医療機関として一般開放
- 1989年4月1日 - NTT九州病院に改称
- 1999年7月1日 - NTT西日本九州病院に改称
- 2011年7月1日 - 医療法人創起会に経営を移管
- 2012年7月1日 - くまもと森都総合病院に改称
- 2017年4月3日 - 熊本市中央区大江3-2-65に移転。許可病床数199床に減床。

## 診療科
- 総合診療科
- 肝臓・消化器内科
- 血液内科
- リウマチ・膠原病内科
- 呼吸器内科
- 循環器内科
- 腎臓内科
- 外科
- 乳腺外科
- 整形外科
- 緩和ケア科
- 産婦人科
- 眼科
- 皮膚科
- 麻酔科・ペインクリニック
- 放射線科
- 歯科口腔外科
- 病理診断科
- リハビリテーション科

### 受付時間
- 平日8:00 - 11:00、12:30 - 15:30

※診察時間は各科によって異なる。

## 交通アクセス
熊本市電
- 味噌天神前電停
- 交通局前電停

路線バス
- 消防局防災センター前
  - 九州産交バス
  - 熊本都市バス 大江城西線、渡鹿長嶺線、第一環状線、中央環状線
- 県立劇場前
  - 熊本都市バス 中央環状線
- 堂免公園前
  - 熊本都市バス 長溝団地線